# Abduktor

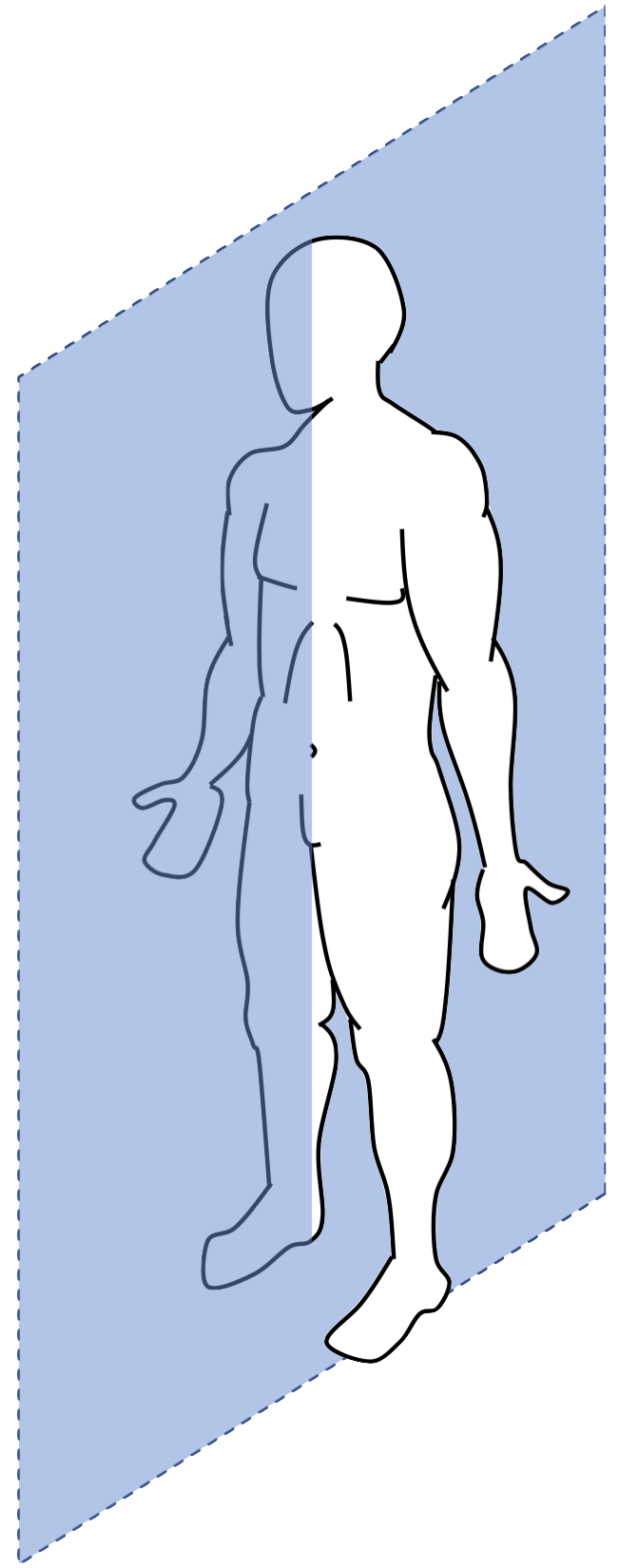
Sagittalplanet - en abduktor drar en kroppsdel från detta plan.

En abduktor (latin abductor, "avledare") är en anatomisk term dels på varje muskel, som drar en kroppsdel från kroppens mittlinje (sagittalplan), dels den nerv som verkar på muskeln. Rörelsen som åstadkoms av en abduktor kallas abduktion.
Motsatsbegreppet är adduktor (latin adductor), som betecknar muskler som drar kroppsdelar till mittlinjen.

## Exempel på muskler
Bland abduktormusklerna hos människa finns bland annat följande:
- Abductor hallucis
- Abductor pollicis longus
- Musculus abductor digiti minimi (fot)